# 北海道道223号愛山渓上川線

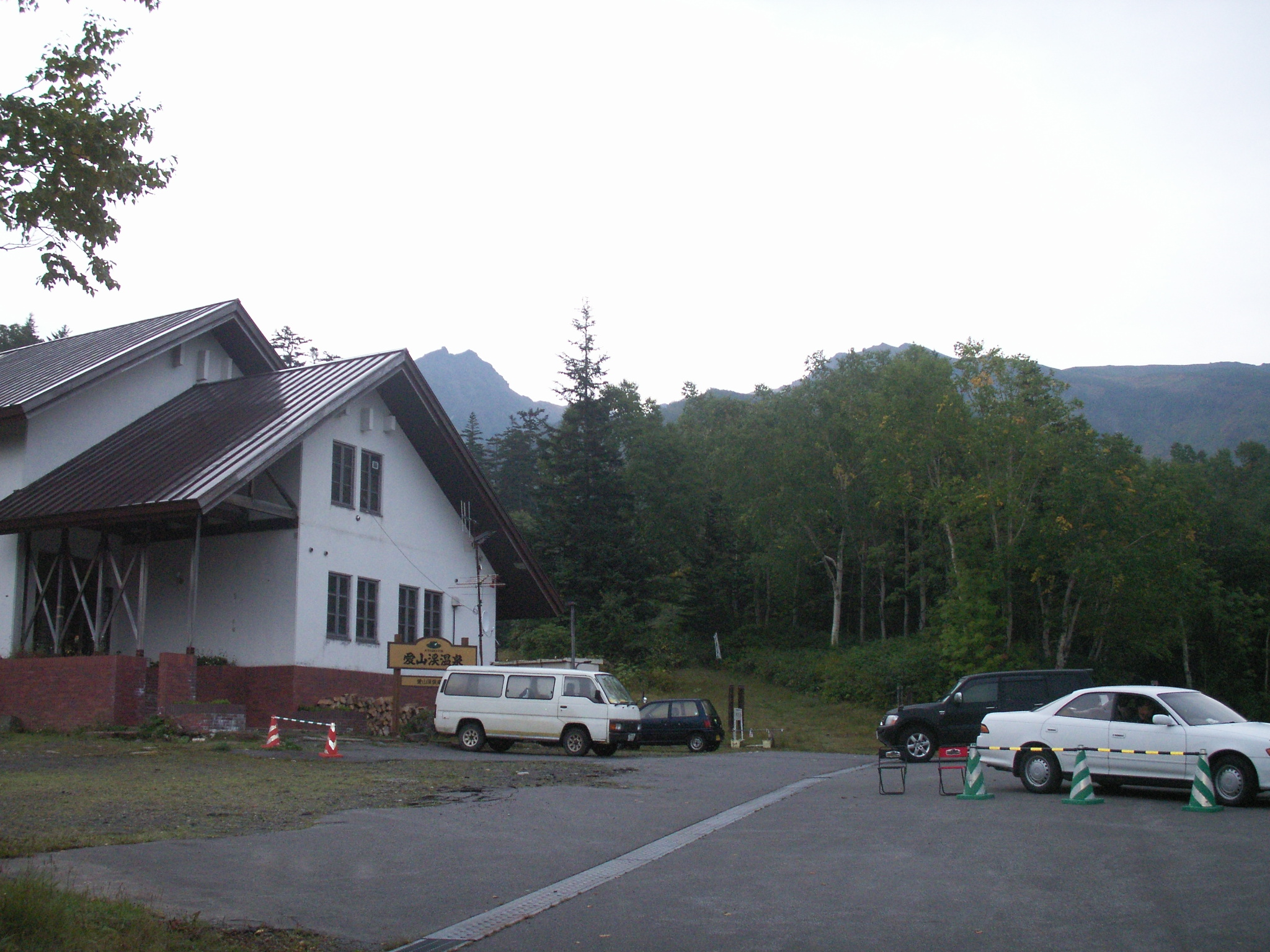
道道223号の終点にある愛山渓温泉。大雪山登山口の1つ

北海道道223号愛山渓上川線（ほっかいどうどう223ごう あいざんけいかみかわせん）は、北海道上川郡上川町から上川郡愛別町を経由し、上川郡上川町を結ぶ一般道道（北海道道）である。

## 概要
上川町東雲付近にて国道39号線から分岐し、大雪山登山口の1つである愛山渓温泉まで安足間川の美しい渓谷に沿って急勾配が続く。半分の区間が冬季通行止め区間にあり、10月から4月まで閉鎖される。2007年（平成19年）度に舗装工事が終了し、末端の愛山渓温泉まで全区間が舗装路となった。

### 路線データ
- 起点：北海道上川郡上川町愛山渓（愛山渓温泉）
- 終点：北海道上川郡上川町越路（北海道道640号中愛別上川線交点）
- 路線延長：20.9km（総延長）

## 歴史
- 1954年（昭和29年）3月30日 - 109号として路線認定[1]。
- 1994年（平成6年）10月1日 - 路線番号を223号に変更[2]。

## 路線状況

### 重複区間
- 上川町東雲 - 上川郡愛別町愛山（国道39号）

### 通行止め区間（冬季）
- 上川町愛山渓 - 上川町愛山渓（道有林）（13.2km）

## 地理

### 通過する自治体
- 上川総合振興局
  - 上川郡上川町
  - 上川郡愛別町

### 交差する道路
上川町
- 国道39号 - 東雲
- 北海道道640号中愛別上川線 - 越路

愛別町
- 国道39号 - 字愛山

### 沿線にある施設など
上川町
- 愛山渓温泉 - 字愛山渓

愛別町
- 愛山郵便局 - 愛山町728-4
- JR北海道 石北本線 安足間駅 - 字愛山